# Marianne Mikko

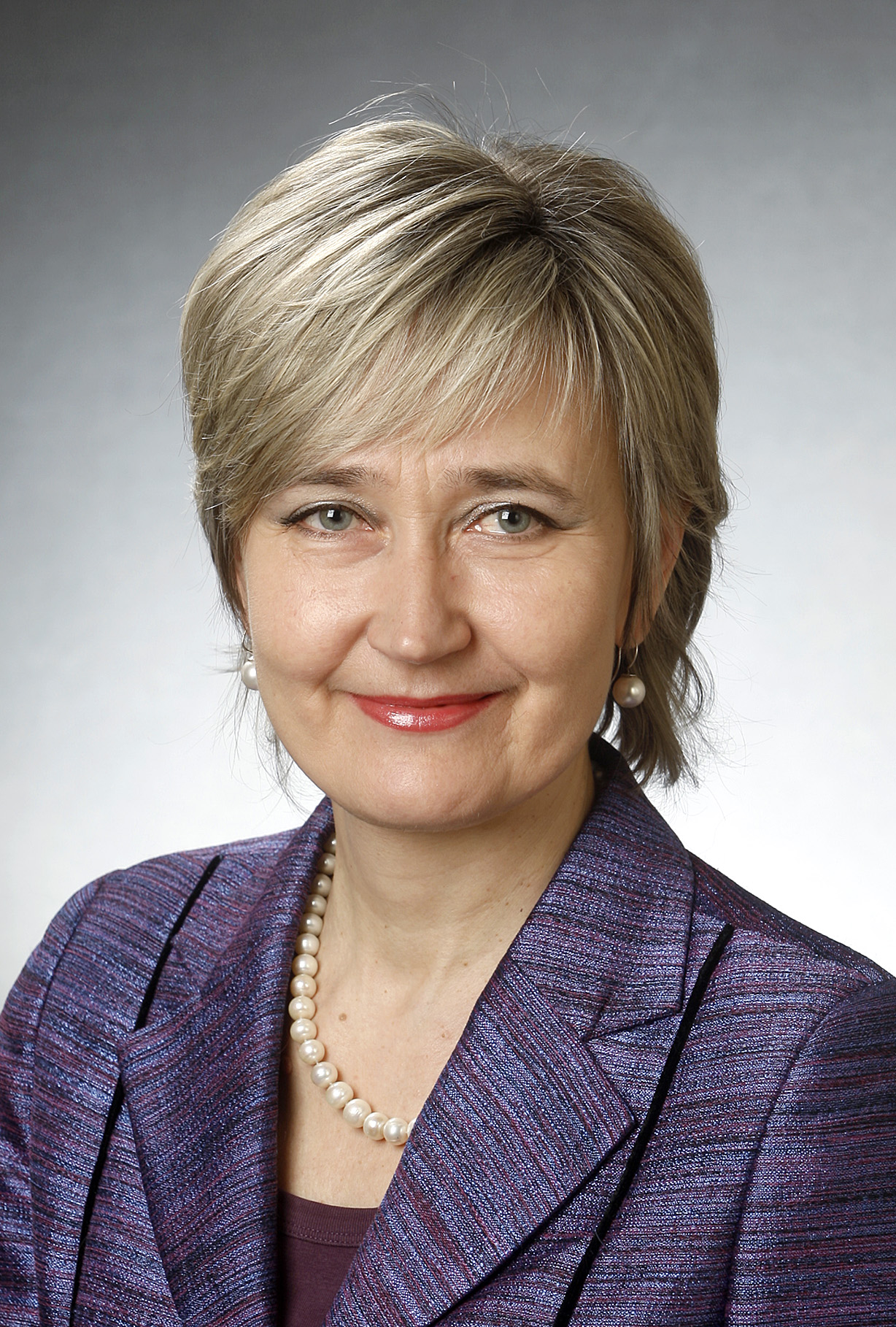
Marianne Mikko (2011)

Marianne Mikko (* 26. September 1961 in Võru) ist eine estnische Politikerin und Journalistin. Von 2004 bis 2009 war sie Mitglied des Europäischen Parlaments.

## Journalismus
Marianne Mikko schloss 1984 ihr Studium der Journalistik an der Universität Tartu ab. Von 1984 bis 1994 war sie als Redakteurin bei verschiedenen Zeitungen sowie 1992/93 als freiberufliche Journalistin in Südafrika tätig. Von 1994 bis 2004 war sie Sonderkorrespondentin, davon 1994 bis 2000 in Brüssel. 2003/2004 war sie Chefredakteurin der außen- und sicherheitspolitischen Monatszeitschrift Diplomaatia.

## Politikerin
Seit 2002 gehört Marianne Mikko der Sozialdemokratischen Partei Estlands (Eesti Sotsiaaldemokraatlik Erakond) an. 2004 wurde sie als estnische Abgeordnete in das Europäische Parlament gewählt.